# SNB 2012-2013 Piratas de la Isla

## Pretemporada
Los Piratas de la Isla de la Juventud para la temporada 2012-2013 de la Serie Nacional de Béisbol se encuentran entrenando en su sede con vistas de no continuar en los lugares sotaneros. Mantienen la esperanza de poder mejorar sus actuaciones anteriores donde los últimos lugares se han apoderado de ellos.

## Temporada regular
En la temporada regular de la 52 Serie Nacional de Béisbol los 16 equipos participantes tienen una primera fase de 45 juegos de todos contra todos, pasando a la segunda etapa los primeros 8 equipos.

### Primera Fase
| Lugar | Equipo                      | JJ | JG | JP | .AVE | Dif. | Home Club | Visitante |
| ----- | --------------------------- | -- | -- | -- | ---- | ---- | --------- | --------- |
| 1     | Gallos de Sancti Spíritus   | 44 | 31 | 14 | .689 | -    | (16-8)    | (15-6)    |
| 2     | Elefantes de Cienfuegos     | 45 | 30 | 15 | .666 | 0.5  | (16-5)    | (14-10)   |
| 3     | Leones de Industriales      | 45 | 27 | 18 | .600 | 3.5  | (15-8)    | (12-10)   |
| 4     | Cocodrilos de Matanzas      | 45 | 27 | 18 | .600 | 3.5  | (15-9)    | (12-9)    |
| 5     | Piratas de la Isla          | 45 | 26 | 19 | .577 | 4.5  | (15-6)    | (11-13)   |
| 6     | Naranjas de Villa Clara     | 44 | 24 | 20 | .545 | 6.0  | (17-4)    | (7-16)    |
| 7     | Tigres de Ciego de Ávila    | 45 | 24 | 21 | .533 | 6.5  | (12-10)   | (12-11)   |
| 8     | Lobos de Pinar del Río      | 45 | 24 | 21 | .533 | 6.5  | (14-7)    | (10-14)   |
| 9     | Leñadores de Las Tunas      | 45 | 23 | 22 | .511 | 7.5  | (14-10)   | (9-12)    |
| 10    | Indios de Guantánamo        | 45 | 19 | 26 | .422 | 11.5 | (11-10)   | (8-16)    |
| 11    | Alazanes de Granma          | 45 | 19 | 26 | .422 | 11.5 | (13-11)   | (6-15)    |
| 12    | Avispas de Santiago de Cuba | 45 | 18 | 27 | .400 | 12.5 | (11-13)   | (7-14)    |
| 13    | Sabuesos de Holguín         | 45 | 18 | 27 | .400 | 12.5 | (13-11)   | (5-16)    |
| 14    | Huracanes de Mayabeque      | 45 | 18 | 27 | .400 | 12.5 | (11-10)   | (7-17)    |
| 15    | Ganaderos de Camagüey       | 45 | 17 | 28 | .377 | 13.5 | (10-11)   | (7-17)    |
| 16    | Cazadores de Artemisa       | 45 | 15 | 30 | .333 | 15.5 | (10-14)   | (5-16)    |

- Fuente: Béisbol Cubano

### Segunda Fase
| Lugar | Equipo                    | JJ | JG | JP | .AVE | Dif. | Home Club | Visitante |
| ----- | ------------------------- | -- | -- | -- | ---- | ---- | --------- | --------- |
| 1     | Gallos de Sancti Spíritus | 44 | 30 | 14 | .681 | -    | (15-8)    | (15-6)    |
| 2     | Elefantes de Cienfuegos   | 45 | 30 | 15 | .666 | 0.5  | (16-5)    | (14-10)   |
| 3     | Industriales              | 45 | 27 | 18 | .600 | 3.5  | (15-8)    | (12-10)   |
| 4     | Cocodrilos de Matanzas    | 45 | 27 | 18 | .600 | 3.5  | (15-9)    | (12-9)    |
| 5     | Piratas de la Isla        | 45 | 26 | 19 | .577 | 4.5  | (15-6)    | (11-13)   |
| 6     | Naranjas de Villa Clara   | 44 | 24 | 20 | .545 | 6.0  | (17-4)    | (7-16)    |
| 7     | Tigres de Ciego de Ávila  | 45 | 24 | 21 | .533 | 6.5  | (12-10)   | (12-11)   |
| 8     | Lobos de Pinar del Río    | 45 | 24 | 21 | .533 | 6.5  | (14-7)    | (10-14)   |

- Fuente: Béisbol Cubano

### Record vs. Oponentes
| Equipo                      | PRI | IJV | MAY | IND | ART | MTZ | VCL | CFG | SSP | CAV | CMG | LTU | HOL | GRA | SCU | GTM | Record |
| --------------------------- | --- | --- | --- | --- | --- | --- | --- | --- | --- | --- | --- | --- | --- | --- | --- | --- | ------ |
| Lobos de Pinar del Río      | -   | 1-2 | 2-1 | 1-2 | 2-1 | 2-1 | 1-2 | 2-1 | 1-2 | 1-2 | 3-0 | 0-3 | 3-0 | 3-0 | 2-1 | 0-3 | 24-21  |
| Piratas de la Isla          | 2-1 | -   | 2-1 | 2-1 | 2-1 | 0-3 | 3-0 | 0-3 | 1-2 | 2-1 | 2-1 | 2-1 | 3-0 | 2-1 | 1-2 | 2-1 | 26-19  |
| Huracanes de Mayabeque      | 1-2 | 1-2 | -   | 0-3 | 1-2 | 1-2 | 0-3 | 1-2 | 0-3 | 3-0 | 3-0 | 2-1 | 1-2 | 1-2 | 1-2 | 2-1 | 18-27  |
| Industriales                | 2-1 | 1-2 | 3-0 | -   | 3-0 | 3-0 | 1-2 | 1-2 | 2-1 | 0-3 | 1-2 | 1-2 | 2-1 | 2-1 | 3-0 | 2-1 | 27-18  |
| Cazadores de Artemisa       | 1-2 | 1-2 | 2-1 | 0-3 | -   | 1-2 | 2-1 | 0-3 | 0-3 | 3-0 | 1-2 | 0-3 | 1-2 | 1-2 | 0-3 | 2-1 | 15-30  |
| Cocodrilos de Matanzas      | 1-2 | 3-0 | 2-1 | 0-3 | 2-1 | -   | 2-1 | 2-1 | 1-2 | 1-2 | 1-2 | 2-1 | 3-0 | 3-0 | 2-1 | 2-1 | 27-18  |
| Naranjas de Villa Clara     | 2-1 | 0-3 | 3-0 | 2-1 | 1-2 | 1-2 | -   | 0-3 | 2-0 | 1-2 | 2-1 | 2-1 | 0-3 | 3-0 | 2-1 | 3-0 | 24-20  |
| Elefantes de Cienfuegos     | 1-2 | 3-0 | 2-1 | 2-1 | 3-0 | 1-2 | 3-0 | -   | 1-2 | 2-1 | 2-1 | 1-2 | 2-1 | 3-0 | 2-1 | 2-1 | 30-15  |
| Gallos de Sancti Spíritus   | 2-1 | 2-1 | 3-0 | 1-2 | 3-0 | 2-1 | 0-2 | 2-1 | -   | 1-2 | 3-0 | 3-0 | 2-1 | 1-2 | 3-0 | 2-1 | 30-14  |
| Tigres de Ciego de Ávila    | 2-1 | 1-2 | 0-3 | 3-0 | 0-3 | 2-1 | 2-1 | 1-2 | 2-1 | -   | 3-0 | 1-2 | 2-1 | 2-1 | 1-2 | 2-1 | 24-21  |
| Ganaderos de Camagüey       | 0-3 | 1-2 | 0-3 | 2-1 | 2-1 | 2-1 | 1-2 | 1-2 | 0-3 | 0-3 | -   | 2-1 | 1-2 | 0-3 | 3-0 | 2-1 | 17-28  |
| Leñadores de Las Tunas      | 3-0 | 1-2 | 1-2 | 2-1 | 3-0 | 1-2 | 1-2 | 2-1 | 0-3 | 2-1 | 1-2 | -   | 0-3 | 2-1 | 1-2 | 3-0 | 23-22  |
| Sabuesos de Holguín         | 0-3 | 0-3 | 2-1 | 1-2 | 2-1 | 0-3 | 3-0 | 1-2 | 1-2 | 1-2 | 2-1 | 3-0 | -   | 0-3 | 1-2 | 1-2 | 18-27  |
| Alazanes de Granma          | 0-3 | 1-2 | 2-1 | 1-2 | 2-1 | 0-3 | 0-3 | 0-3 | 2-1 | 1-2 | 3-0 | 1-2 | 3-0 | -   | 3-0 | 0-3 | 19-26  |
| Avispas de Santiago de Cuba | 1-2 | 2-1 | 2-1 | 0-3 | 3-0 | 1-2 | 1-2 | 1-2 | 0-3 | 2-1 | 0-3 | 2-1 | 2-1 | 0-3 | -   | 1-2 | 18-27  |
| Indios de Guantánamo        | 3-0 | 1-2 | 1-2 | 1-2 | 1-2 | 1-2 | 0-3 | 1-2 | 1-2 | 1-2 | 1-2 | 0-3 | 2-1 | 3-0 | 2-1 | -   | 19-26  |

- Fuente: Béisbol Cubano